# Znalazłam
Znalazłam – drugi singiel zespołu O.N.A. promujący album Modlishka wydany w 1995 roku. Autorem tekstu jest basista Waldemar Tkaczyk. Do utworu nakręcono teledysk.
Utwór notowany był na liście przebojów Programu Trzeciego (najwyżej na 5. miejscu – w notowaniach numer 709, 710 oraz 711). W 2014 uplasował się na pierwszym miejscu Kultowej Listy Przebojów Radia Wawa

## Twórcy
- Agnieszka Chylińska – śpiew
- Grzegorz Skawiński – gitara
- Waldemar Tkaczyk – gitara basowa, tekst
- Wojciech Horny – instrumenty klawiszowe
- Zbyszek Kraszewski – perkusja